# Bäcksidenmossa
Bäcksidenmossa (Plagiothecium platyphyllum) är en bladmossart som beskrevs av Mönkemeyer 1927. Enligt Catalogue of Life ingår Bäcksidenmossa i släktet sidenmossor och familjen Plagiotheciaceae, men enligt Dyntaxa är tillhörigheten istället släktet sidenmossor och familjen Plagiotheciaceae. Enligt den finländska rödlistan är arten starkt hotad i Finland. Enligt den svenska rödlistan är arten nära hotad i Sverige. Arten förekommer i Götaland, Svealand, Nedre Norrland och Övre Norrland. Artens livsmiljö är källmiljöer. Inga underarter finns listade i Catalogue of Life.